# Can Traver (Maià de Montcal)
|  | Aquest article tracta sobre l'edifici a Maià de Montcal. Si cerqueu el veïnat del mateix municipi, vegeu «masos de Can Traver». |

Can Traver és un mas que dona el nom al veïnat del mateix nom al municipi de Maià de Montcal (Garrotxa). El Mas Llorenç és la masia principal i està protegida com a bé cultural d'interès local, amb un escut heràldic en relleu declarat bé cultural d'interès nacional.

## Arquitectura
Gran casal senyorial, situat a la plana de Maià de Montcal. És de planta rectangular i amplis teulats a quatre aigües. Els ràfecs estan adornats amb franges que reprodueixen motius geomètrics pintats de blanc i vermell. La façana principal mira a tramuntana i s'hi destaquen els baixos, la planta i el pis. Les obertures són d'arc rebaixat o allindanades i a les golfes s'obren finestres ovals. A migdia, disposa de subterrani i es remarca l'àmplia eixida a nivell de planta noble. El Mas Llorenç de Can Traver va ésser bastit amb carreus ben tallats, destacant els que emmarquen les obertures i formen els cantoners. El mobiliari interior, malgrat que no correspon a l'original del mas, és del segle xviii. També es conserva la biblioteca i cambres amb alcovats i llits de tradició olotina, a més d'una capella particular dedicada a Sant Miquel Arcàngel
És d'una sola nau i coberta amb volta ogival. El teulat és a dues aigües, ressaltant els ràfecs ornats amb dues sanefes de motius geomètrics. Amplis ulls de bou donen llum a l'interior. L'accés, des del mateix mas, es fa per una àmplia porta als peus de la nau. L'accés des de l'exterior es realitza per una petita porta situada a la façana de tramuntana que conserva en una de les dovelles la inscripció: "ALS 22 DE / ABRIL DE / ANY / 1762".
Trull: Disperses pels jardins conserva nombroses piques molt grans -entre 80 cm de diàmetre fins a peces de 140 x 50 cm-, mentre que a l'interior del casal premses i altres útils de fusta.
A la llinda de la porta principal del Mas Llorenç de Can Traver hi ha la inscripció: "DON JOAN DE TRAVER Y LLORENS 1803", amb un escut en relleu a la part superior.
L'escut, que està envoltat d'una motllura i d'una inscripció que diu: "TRINUS ET UNUS DEUS", té forma oval amb tres barres en diagonal i una que les creua perpendicularment.

## Història
No s'han trobat dades històriques que facin referència a les masies de Can Traver ni al veïnat del mateix nom. Possiblement, l'antiga estada de la família Traver estava situada a ponent del gran mas actual, una zona on hi ha finestres del segle xiii i d'estil gòtic corresponents al XV. Coincidint amb la gran puixança del camp català dels segles XVII-XVIII la família va ampliar la seva estada, construint la gran casa senyorial, unida a l'anterior a l'altura del primer pis, fent petites reformes en el decurs del segle xix.